# 天主教松博特海伊教区
天主教松博特海伊教區（拉丁語：Dioecesis Sabariensis）是羅馬天主教在匈牙利的一個教區。屬維斯普雷姆總教區。成立於1777年6月17日。
教區範圍包括西部的沃什州和佐洛州。2006年有教友302,538人，佔轄區總人口77.5%。教區下轄156個堂區，有141名司鐸。現任主教為翁德拉什·弗雷什。